# Alexe Poukine
 (juin 2025).
- Si vous ne connaissez pas le sujet, laissez ce bandeau (vous pouvez alors contacter les auteurs).
- Si vous supprimez le contenu mis en cause (vous pouvez préalablement contacter les auteurs),

argumentez précisément cette suppression dans la page de discussion
(un manque de référence n'est pas un argument ; une recherche réelle de référence doit avoir été effectuée, être formellement documentée).
 (juin 2025).
Si vous disposez d'ouvrages ou d'articles de référence ou si vous connaissez des sites web de qualité traitant du thème abordé ici, merci de compléter l'article en donnant les références utiles à sa vérifiabilité et en les liant à la section « Notes et références ».
Alexe Poukine (née en 1982) est une réalisatrice, scénariste et photographe française installée à Bruxelles. Elle est notamment connue pour ses documentaires Dormir, dormir dans les pierres (2013), Sans frapper (2019) et Sauve qui peut (2024), ainsi que pour son premier long-métrage de fiction Kika en 2025.

## Biographie
Après avoir suivi des cours d’art dramatique et de photographie, elle étudie l’anthropologie, la réalisation documentaire à Lussas puis l’écriture scénaristique à La Fémis. Petites Morts, son film de fin d’études, est sélectionné dans plusieurs festivals internationaux. Après deux longs-métrages documentaires, Dormir, dormir dans les pierres (2013) et Sans frapper (2019), elle réalise en 2020 une première fiction, Palma. S'ensuit ensuite un troisième documentaire Sauve qui peut (2024) puis son premier long-métrage de fiction Kika (2025). Ce dernier est sélectionné lors de la semaine de la critique au Festival de Cannes 2025. Il reçoit également le grand prix et le prix de la meilleure actrice pour Manon Clavel lors du BRIFF 2025 et le Cinemasters Award du Festival du film de Munich.

## Filmographie
- 2008 : Petites Morts (court-métrage documentaire)
- 2014 : Dormir, dormir dans les pierres (documentaire)
- 2019 : Sans frapper (documentaire)
- 2020 : Palma (moyen-métrage de fiction)
- 2024 : Sauve qui peut (documentaire)
- 2025 : Kika (long-métrage de fiction)

## Distinctions

### Récompenses
2025 : Kika
- Sélection semaine de critique Cannes 2025
- BRIFF (Belgique) : Grand Prix
- Festival du film de Munich (Allemagne) : Cinemasters award

2024 : Sauve qui peut
- Festival Cinéma du Réel (Paris) – Prix Ciné+ et Mention spéciale du prix des bibliothèques
- Visions du Réel, Nyon (Suisse) : Mention spéciale
- BRIFF (Belgique) : Grand Prix et Prix du Public

2020 : Palma
- Festival du moyen-métrage de Brive - Grand Prix, Prix de la distribution, et Mention du Jury jeune
- Sauve qui peut le court-métrage (Clermont-Ferrand) - Prix du Jury et Prix d'interprétation
- Palm Springs (USA) -  Mention spéciale
- Premiers Plans (Angers) - Prix d’interprétation
- Festival de Las Palmas - Prix du meilleur court-métrage
- Le court en dit long (Paris) - Prix d’interprétation

2019 : Sans frapper
- Visions du Réel, Nyon (Suisse) : Prix du Jury
- Festival Dei Popoli, Florence (Italie) : Prix du Meilleur Long-métrage
- Films Femmes Méditerranée (Marseille) : Prix Actuelles France 24

- DocsBarcelona : Reteena Young Jury Award

2013 : Dormir, dormir dans les pierres
- Traces de Vie, Clermont-Ferrand - Prix du Regard Social